# الجرايب (أسلم)

تعديل مصدري - تعديل

الجرايب هي إحدى قرى عزلة أسلم اليمن بمديرية أسلم التابعة لمحافظة حجة، بلغ تعداد سكانها 128 نسمة حسب تعداد اليمن لعام 2004.